# Жеренко, Вадим Андреевич
Вадим Андреевич Жеренко (род. 15 марта 2001, Москва) — российский хоккеист, вратарь.

## Биография
До 13 лет занимался хоккеем в Одинцово, первый тренер Сергей Полищук, первый вратарский тренер — Виталий Чумичев. Воспитанник ЦСКА. В сентябре 2018 года был обменян в московского «Динамо», начал играть за молодёжную команду в МХЛ. Чемпион и самый ценный игрок плей-офф 2021. Со следующего сезона также стал выступать в составе команды ВХЛ «Динамо» Тверь.
На драфте НХЛ 2019 года был выбран в 7-м раунде под общим 208-м номером клубом «Сент-Луис Блюз». Сезон 2021/22 отыграл в Финляндии за «Ильвес», став бронзовым призёром чемпионата. В мае подписал контракт новичка с «Сент-Луисом» на три года, но смог прилететь в Северную Америку только в середине сентября. Стал играть в фарм-клубе «Спрингфилд Тандербёрдс» из АХЛ.